# Здзислав Стичень
Здзислав Вітольд Стичень (пол. Zdzisław Witold Styczeń; нар. 16 жовтня 1894, Перемишль, Австро-Угорщина — пом. 20 грудня 1978, Краків, Польща) — польський футболіст, виступав на позиції правого півзахисника та нападника. Олімпієць.

## Клубна кар'єра
Футболом розпочав займатися в 1909 році в клубі РКС (Краків). З 1913 по 1924 рік був гравцем «Краковії». Разом з командою виборов звання чемпіона Польщі 1921 року. Вступив у конфлікт з членами клубу, після чого перейшов до найпринциповішого суперника «Краковії» — земляків з «Вісли», у футболці якої виступав з 1924 по 1926 рік.
Завершив Вищу промислову школу, за освітою — архітектор.

## Кар'єра в збірній
Зіграв в історичному першому матчі польської «кадри» — 18 грудня 1921 року вийшов на поле у Бухаресті проти Угорщини, в якому поляки поступилися з рахунком 0:1. У футболці збірної провів 5 поєдинків. Учасник Олімпійських ігор у Парижі.

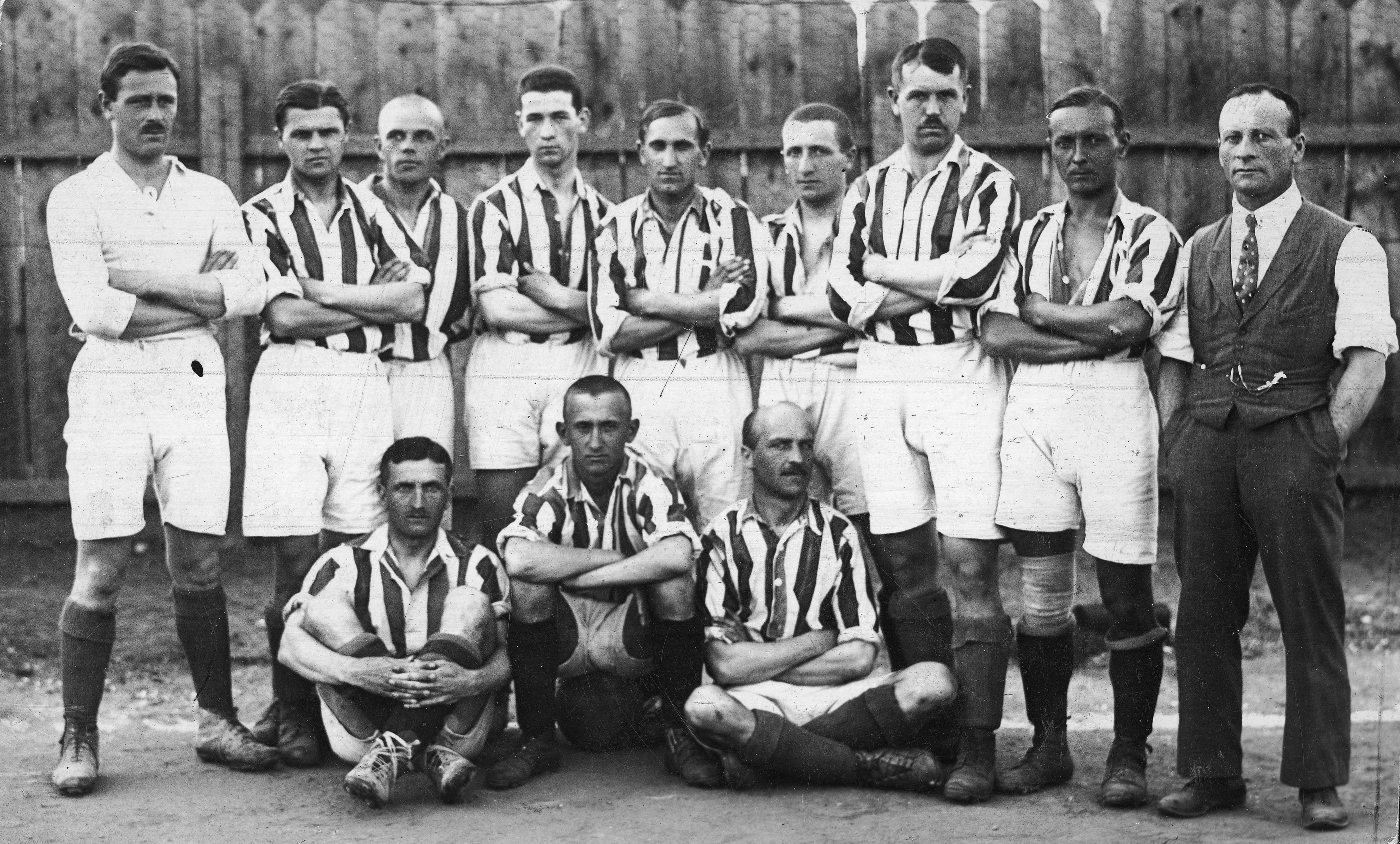
Стичень (стоїть третій зліва) у футболці «Краковії», чемпіона Польщі 1921
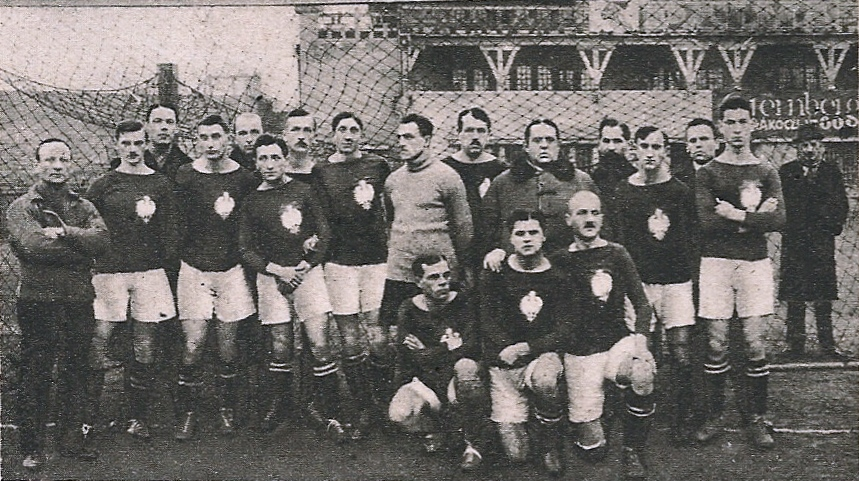
Стичень (стоїть на колінах перший ліворуч) напередодні першого матчу збірної Польщі, 1921
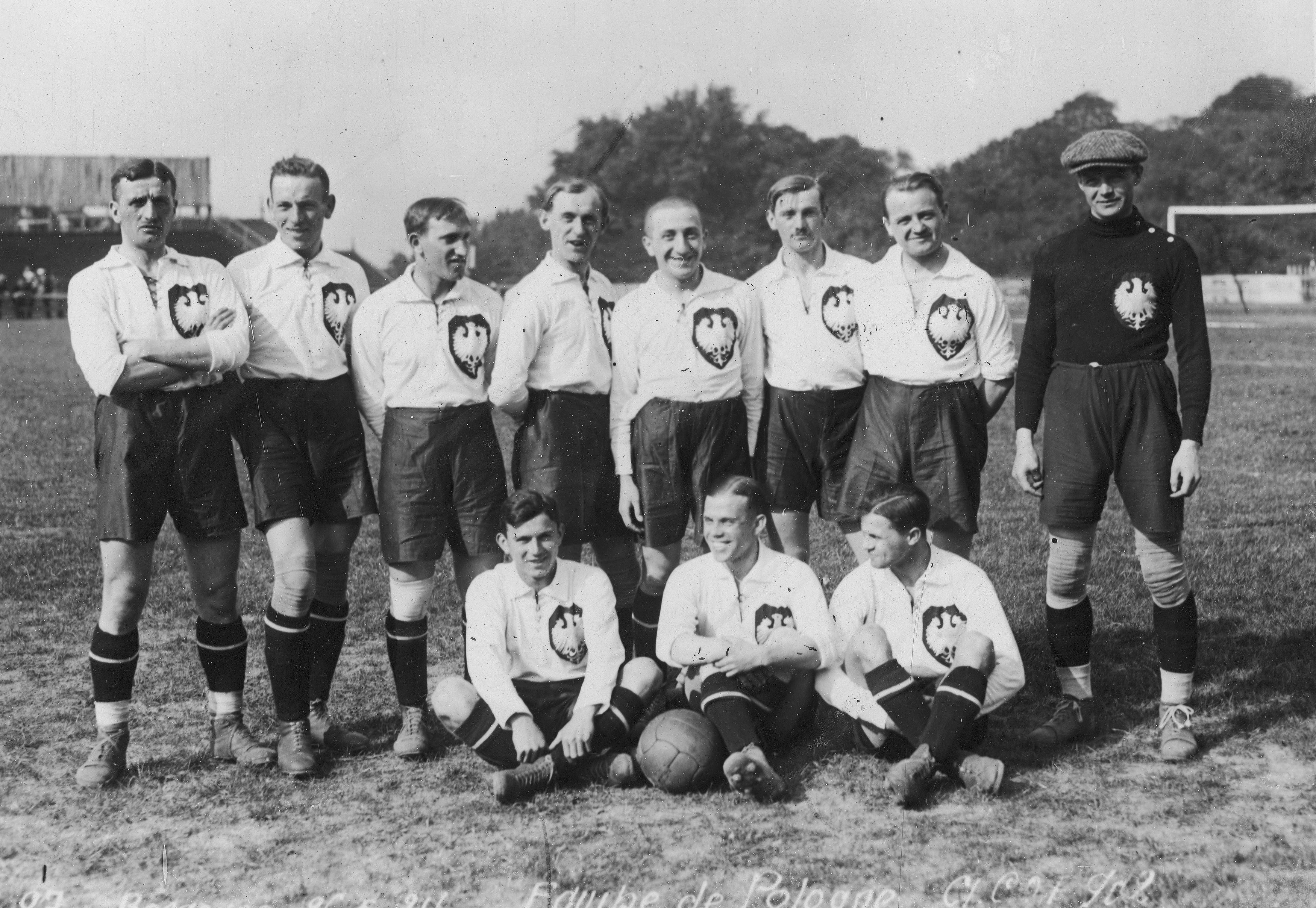
Стичень (сидить посередині) у футболці польської збірної під час Олімпійських ігор 1924

## Досягнення
- Чемпіонат Польщі
  -  Чемпіон (1): 1921